# Polymera (Polymera) cingulata
Polymera (Polymera) cingulata is een tweevleugelige uit de familie steltmuggen (Limoniidae). De soort komt voor in het Neotropisch gebied.